# معركة كينوسكيفالاي
معركة كينوسكيفالاي أو معركه رؤوس الكلاب عام 197 قبل الميلاد وكانت من معارك الحرب المقدونية الثانية بين فيليب الخامس ملك مقدونيا
من ناحية وروما من ناحية أخرى
والواضح ان فيليب الخامس لم يتبين قوة روما الحقيقة بعد صلح فينيقيا واخطا في تقدير الموقف الرومانى
من نتائج المعركة إعلان روما حرية بلاد الاغريق وفرغت روما من شوكة المملكة المقدونية إحدى ممالك العالم الهيلينستى، خلفاء الاسكندر الأكبر وتفرغت إلى أنطيوخوس الثالث